# Nightingale
El Nightingale és un reproductor d'àudio i navegador web lliure i de codi obert. Va néixer el 2010 com a fork del Songbird després que els seus desenvolupadors anunciessin que n'aturaven el desenvolupament per a sistemes Linux.
Igual que el Songbird, el Nightingale està basat en la tecnologia de Mozilla XULRunner i el GStreamer. També accepta extensions i temes (plomatges) semblants a les extensions del Firefox.
Des del 2014, no hi ha hagut cap nova versió del Nightingale i el desenvolupament està aturat.